# Jean Michaël Seri
Jean Michaël Seri, född 19 juli 1991, är en ivoriansk fotbollsspelare som spelar för Hull City och Elfenbenskustens landslag.

## Klubbkarriär
Den 12 juli 2018 värvades Seri av Fulham, där han skrev på ett fyraårskontrakt med option på ytterligare ett år. Seri debuterade i Premier League den 11 augusti 2018 i en 2–0-förlust mot Crystal Palace. Den 18 juli 2019 lånades Seri ut till turkiska Galatasaray på ett låneavtal över säsongen 2019/2020. Den 30 januari 2021 gick Seri på lån till Bordeaux över resten av säsongen.
Den 8 juli 2022 värvades Seri på fri transfer av Hull City, där han skrev på ett treårskontrakt.